# Nuri Şahin
Nuri Şahin (wym. [nuˈɾi caːˈzɯm ˈʃahin]; ur. 5 września 1988 w Lüdenscheid) – turecki trener urodzony w Niemczech. W trakcie kariery piłkarskiej występował na pozycji pomocnika. Były trener i wychowanek Borussii Dortmund. 
W latach 2005–2017 reprezentant Turcji. Uczestnik Mistrzostw Europy w 2016 roku.

## Kariera klubowa
Karierę rozpoczął w klubie RSV Meinerzhagen, skąd trafił do Borussii Dortmund. Jako zawodnik młodzieżowej reprezentacji Turcji, grającej w Mistrzostwach Europy U-17 w 2005 roku został wybrany najlepszym piłkarzem turnieju. Wywołało to spore zainteresowanie jego osobą ze strony klubów z całej Europy. Szczególnie starały się o niego angielskie kluby – Arsenal, Chelsea i Manchester United. Działacze Borussii postanowili jednak, że do transferu nie dojdzie. Arsène Wenger, trener Arsenalu, nazwał go największym talentem niemającym jeszcze osiemnastu lat w Europie. Zaoferował za siedemnastolatka 3 miliony euro, jednakże Borussia odrzuciła ofertę, a prezydent Hans-Joachim Watzke powiedział, że: "Şahin jest przyszłością Dortmundu". Şahin został przeniesiony z B-Jugend do kadry Borussii Dortmund. 6 sierpnia 2005 roku stał się najmłodszym zawodnikiem jaki kiedykolwiek wybiegł na boisko podczas meczu Bundesligi, miał wtedy 16 lat i 335 dni. 26 listopada, Şahin poprawił kolejny rekord Bundesligi. W meczu z 1. FC Nürnberg strzelił gola dla Borussii i stał się najmłodszym strzelcem bramki w historii tych rozgrywek.
Latem 2007 roku Şahin został na rok wypożyczony do Feyenoordu. W jego barwach udało mu się zdobyć Puchar Holandii. Dobrą grą w Rotterdamie sprawił, że od razu po powrocie stał się podstawowym zawodnikiem drużyny prowadzonej przez Jürgena Kloppa.
Był kluczowym piłkarzem dortmundczyków podczas ustanawiania klubowego rekordu 7 zwycięstw z rzędu w sezonie 2008/2009. W sezonie 2010/2011 zdobył z klubem mistrzostwo Niemiec i został wybrany najlepszym piłkarzem według magazynu Kicker.
9 maja 2011 roku Nuri Şahin podpisał sześcioletni kontrakt z Realem Madryt. Transfer Turka kosztował Real około 10 milionów euro. Jego oficjalny debiut miał miejsce 6 listopada 2011 roku w meczu przeciwko Osasunie wygranym przez Real 7-1. Sahin pojawił się na boisku w 67 minucie zmieniając Samiego Khedirę. 22 listopada 2011 roku wystąpił w podstawowym składzie drużyny z Madrytu, w meczu przeciwko Dinamo Zagrzeb w Lidze Mistrzów.
25 sierpnia 2012 roku został wypożyczony do końca sezonu do Liverpoolu. 2 września 2012 roku zadebiutował w barwach The Reds, w meczu z Arsenalem. 26 września 2012 roku jego dwa gole przeciwko West Bromwich Albion w Pucharze Ligi dały Liverpoolowi awans do kolejnej rundy.
11 stycznia 2013 zakończono wypożyczenie Nuriego do Liverpoolu. Zawodnik powrócił do klubu, w którym się wychował, Borussii Dortmund. Został wypożyczony na 18 miesięcy z opcją wykupu. Na początku 2014 roku zdecydowano o wykupieniu Sahina z Real Madryt.

## Kariera reprezentacyjna
Rok 2005 okazał być się przełomowy dla młodego Turka. Razem z drużyną zdobył mistrzostwo Europy U-17, gdzie został wybrany najlepszym zawodnikiem turnieju. Zaowocowało to powołaniem do seniorskiej reprezentacji, w której zadebiutował 8 października. Şahin wszedł w 85 minucie spotkania z Niemcami, a już w 89 minucie mógł cieszyć się ze swojego premierowego gola, stając się tym samym najmłodszym strzelcem bramki dla reprezentacji Turcji.

## Statystyki kariery
| Sezon     | Klub                     | Liga  | Liga | Liga   | Puchar | Puchar | Puchar | Europa | Europa | Europa | Razem | Razem | Razem  |
| Sezon     | Klub                     | Mecze | Gole | Asysty | Mecze  | Gole   | Asysty | Mecze  | Gole   | Asysty | Mecze | Gole  | Asysty |
| --------- | ------------------------ | ----- | ---- | ------ | ------ | ------ | ------ | ------ | ------ | ------ | ----- | ----- | ------ |
| 2005/2006 | Borussia Dortmund        | 23    | 1    | 6      | 0      | 0      | 0      | —      | —      | —      | 23    | 1     | 6      |
| 2006/2007 | Borussia Dortmund        | 24    | 0    | 1      | 1      | 0      | 0      | —      | —      | —      | 25    | 0     | 1      |
| 2007/2008 | Feyenoord (wyp.)         | 29    | 6    | 5      | 5      | 0      | 0      | —      | —      | —      | 34    | 6     | 5      |
| 2008/2009 | Borussia Dortmund        | 25    | 2    | 6      | 2      | 0      | 1      | 1      | 0      | 0      | 28    | 2     | 7      |
| 2009/2010 | Borussia Dortmund        | 33    | 4    | 8      | 3      | 2      | 1      | —      | —      | —      | 36    | 6     | 9      |
| 2010/2011 | Borussia Dortmund        | 30    | 6    | 8      | 2      | 0      | 1      | 8      | 2      | 4      | 40    | 8     | 13     |
| 2011/2012 | Real Madryt              | 4     | 0    | 0      | 2      | 1      | 1      | 4      | 0      | 0      | 10    | 1     | 1      |
| 2012/2013 | Liverpool F.C. (wyp.)    | 7     | 1    | 1      | 1      | 2      | 0      | 4      | 0      | 1      | 12    | 3     | 2      |
| 2012/2013 | Borussia Dortmund (wyp.) | 15    | 3    | 3      | —      | —      | —      | 3      | 0      | 0      | 18    | 3     | 3      |
| 2013/2014 | Borussia Dortmund        | 34    | 2    | 3      | 5      | 0      | 0      | 9      | 0      | 0      | 48    | 2     | 3      |
| 2014/2015 | Borussia Dortmund        | 7     | 1    | 0      | —      | —      | —      | 2      | 0      | 1      | 9     | 1     | 1      |
| 2015/2016 | Borussia Dortmund        | 9     | 0    | 2      | —      | —      | —      | 3      | 0      | 0      | 12    | 0     | 2      |
| 2016/2017 | Borussia Dortmund        | 5     | 0    | 0      | 1      | 0      | 0      | 3      | 1      | 1      | 9     | 1     | 1      |
| 2017/2018 | Borussia Dortmund        | 18    | 2    | 3      | 3      | 0      | 0      | 4      | 0      | 0      | 25    | 2     | 3      |
| 2018/2019 | Werder Brema             | 20    | 1    | 1      | 3      | 0      | 0      | —      | —      | —      | 23    | 1     | 1      |
| 2019/2020 | Werder Brema             | 16    | 0    | 3      | 1      | 0      | 1      | —      | —      | —      | 17    | 0     | 4      |
| 2020/2021 | Antalyaspor              | 36    | 0    | 4      | 6      | 0      | 0      | —      | —      | —      | 42    | 0     | 4      |
| 2021/2022 | Antalyaspor              | 8     | 0    | 0      | —      | —      | —      | —      | —      | —      | 8     | 0     | 0      |
|           | Łącznie w karierze       | 343   | 29   | 55     | 35     | 5      | 5      | 41     | 3      | 7      | 428   | 38    | 69     |

## Sukcesy

### Feyenoord Rotterdam
- Puchar Holandii: 2008

### Borussia Dortmund
- Mistrzostwo Niemiec: 2010/11
- Puchar Niemiec: 2016/17
- Superpuchar Niemiec: 2013/14, 2014/15
- Finalista Ligi Mistrzów: 2012/13

### Real Madryt
- Mistrzostwo Hiszpanii: 2012

### Reprezentacja
- Mistrzostwo Europy U-17: 2005  Złoto

### Indywidualnie
- Najlepszy zawodnik Mistrzostw Świata U-17: 2005
- Zawodnik Roku Bundesligi: 2011
- Najbardziej Perspektywiczny Młody Piłkarz według użytkowników FIFA.com: 2011